# Калібрування резервуарів
Калібрування резервуару (від калібр і фр. réservoir, від лат. reservo – зберігаю) (рос. калибровка резервуаров; англ. tank calibration; нім. Behälterskalibrieren n) – визначення ємності резервуару та встановлення залежності об'єму рідини в резервуарі від висоти наливу, яку оформлюють у вигляді градуювальної таблиці.